# Darko Čurlinov
Darko Čurlinov (en macédonien : Дарко Чурлинов) est un footballeur macédonien né le 11 juillet 2000 à Skopje. Il a évolué au poste de milieu offensif à Jagiellonia Białystok, en prêt du Burnley FC.

## Biographie

### En club
Le 8 janvier 2020, il signe un contrat avec le VfB Stuttgart jusqu'en juin 2024.

### En sélection
Le 28 mars 2017, il dispute son premier match avec la Macédoine, lors d'une rencontre amicale contre la Biélorussie, devenant ainsi, à l'âge de 16 ans et 260 jours, le plus jeune joueur de l'histoire de la sélection macédonienne.

## Palmarès
| Schalke 04 (1)                                        | Burnley FC (1)                                      |
| ----------------------------------------------------- | --------------------------------------------------- |
| - Championnat d'Allemagne de D2 (1) - Champion : 2022 | - Champion d'Angleterre de D2 (1) - Champion : 2023 |